# 芥藍
芥藍（学名：Brassica oleracea var. alboglabra），俗作芥蘭，又名格藍菜、隔暝仔菜，是甘蓝的一个变种，属薹用甘蓝。一、二年生草本植物，莖粗壯、直立，分枝性強，邊緣波狀或有小齒，總狀花序，花白或黄色，嫩花莖作蔬菜，叶面有一层蜡。依花色分為“白花芥藍”與“黃花芥藍”，若依葉形則分為尖葉種和圓葉種。芥蓝是华南地区的传统蔬菜，元代广州地方志《南海志》就记载了“芥蓝”。
芥藍在香港最合適的播種時間為十月至明年四月，大約50至125日會有收成。芥藍一般在幼嫩時全株連根採收，或只摘取嫩葉及花蕾食用，因莖皮較粗硬不易咀嚼。

## 黃花芥藍
芥藍菜口感爽脆清嫩，含豐富的維生素A、C、鈣、蛋白質、脂肪和植物醣類。
在臺灣，黃花芥藍較適合中北部高冷溫度種植，不過也有農戶在南臺灣挑戰成功種植。

## 圖片

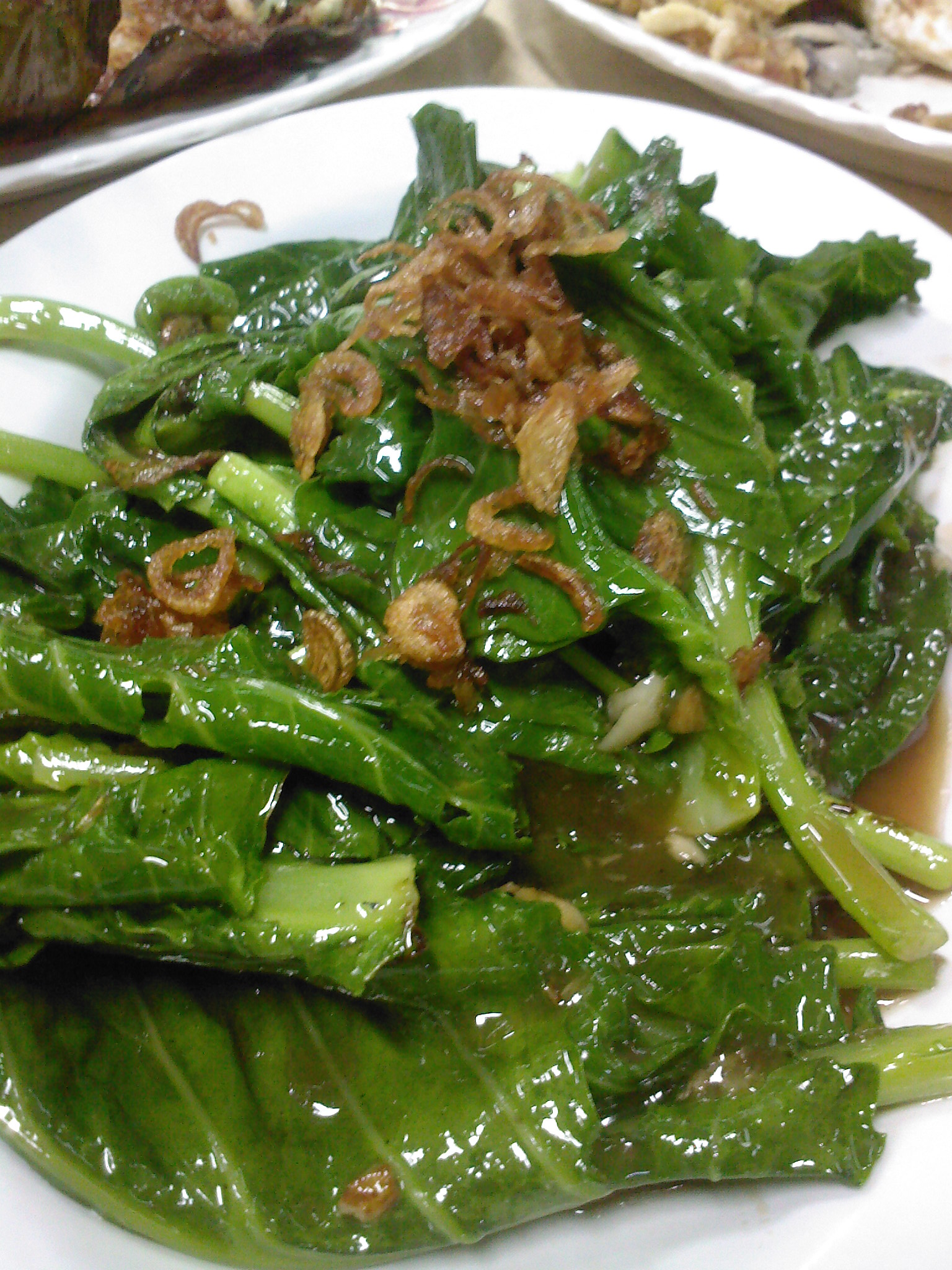
芥藍制作的菜肴
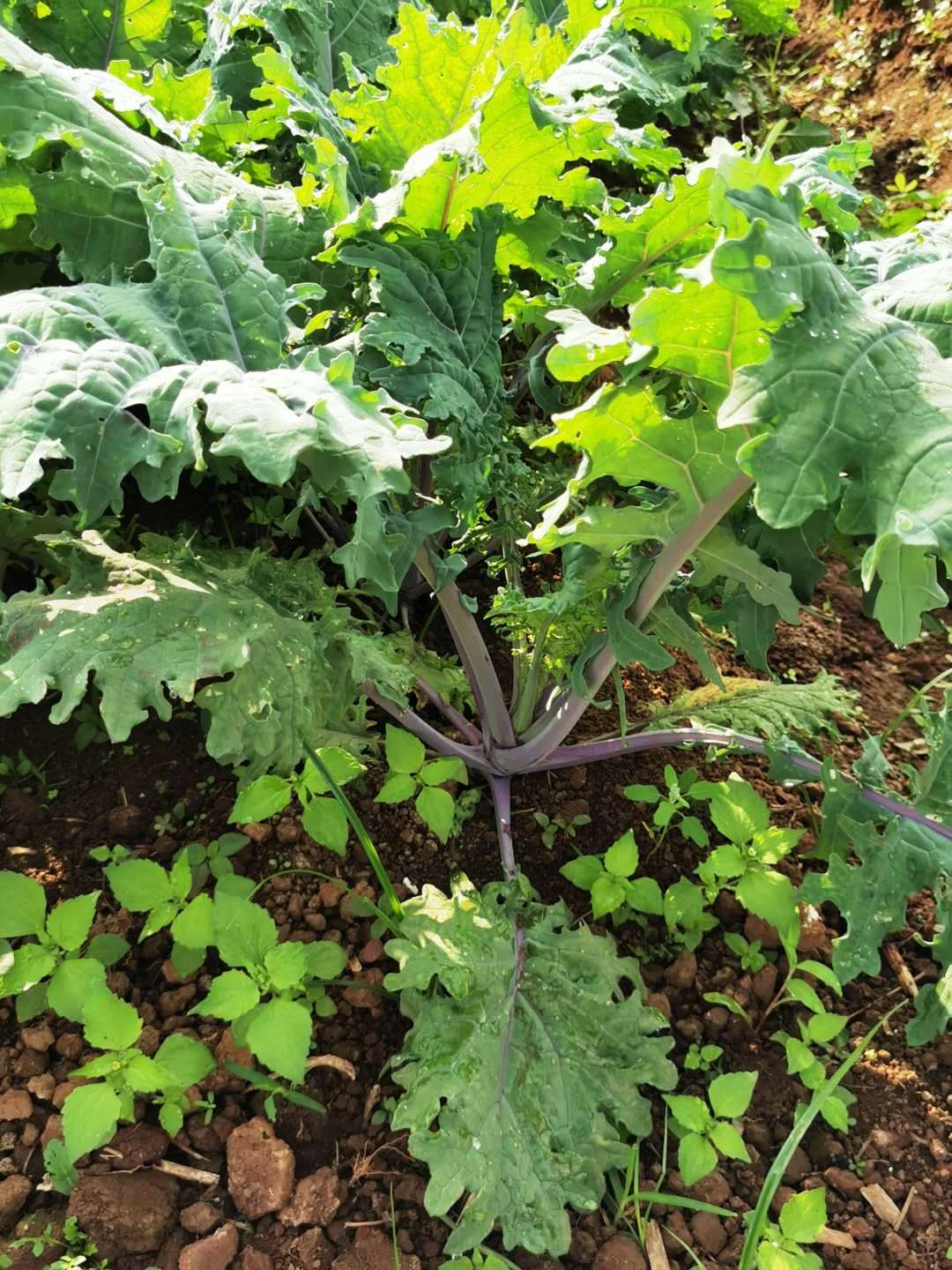
微紅羽衣甜芥蘭，富於營養並具觀賞價值
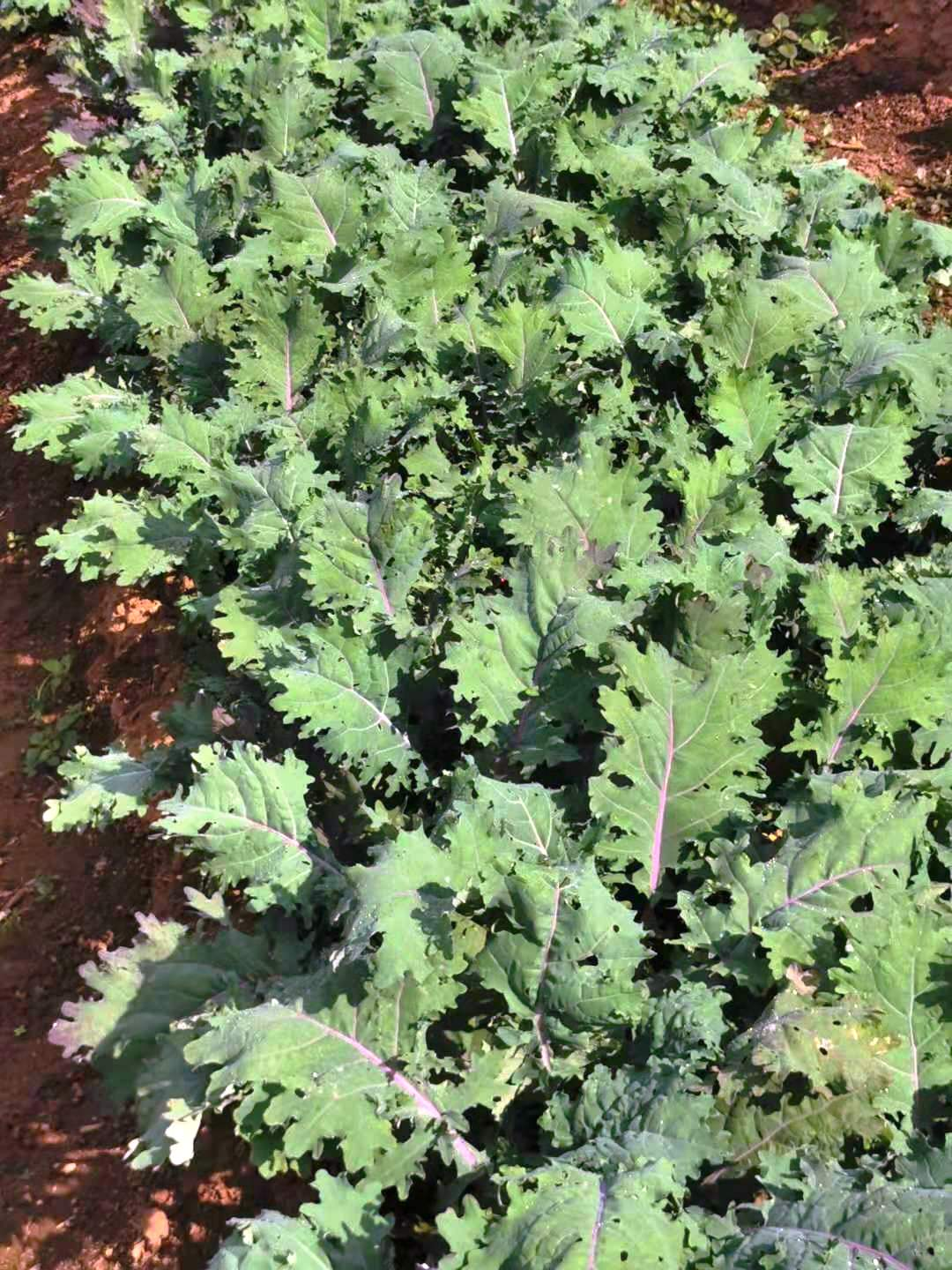
微紅羽衣甜芥蘭，富於營養並具觀賞價值